# Ed Balls
Edward Michael Balls, blot kendt som Ed Balls (født 25. februar 1967 i Norwich), er en britisk politiker. Fra 2005 til 2015 var han medlem af Underhuset for Labour. Fra 2011 til maj 2015 var han skyggefinansminister. Ved Labours formandsvalg efter valget i 2010 var han en af kandidaterne, men fik blot 11,79% af stemmerne og gik derfor ikke videre til sidste runde af afstemningen. Nu er han seniorforsker ved Harvard Kennedy School’s Mossavar-Rahmani Center for Business and Government og gæsteprofessor ved King's College London.
Balls er uddannet i filosofi, politologi og erhvervsøkonomi fra University of Oxford og har også studeret ved Harvard University. Hans karriere begyndte som lederskribent ved Financial Times i 1990. Han blev derefter økonomisk rådgiver for den daværende skyggefinansminister Tony Blair. Da Blair i 1997 blev finansminister, fortsatte Balls som rådgiver. I 1999 blev han forfremmet til chefrådgiver i HM Treasury, i hvilken egenskab han på et tidspunkt blev kaldet 'den mest magtfulde ikke-folkevalgte i Storbritannien'. I juli 2004 blev han selv opstillet til Underhuset og blev i 2005 indvalgt for Labour. Han var desuden støttet af Co-operative Party. Han blev i 2007 udnævnt til skole- og familieminister i Gordon Browns regering. 
Ed Balls er gift med Yvette Cooper, der er også medlem af Underhuset for Labour.